# Marie Lipsius
Ida Maria (Marie) Lipsius (30. december 1837 i Leipzig - 2. marts 1927 i Leipzig) var en tysk musikforfatterinde. Hun var søster til Richard Adelbert Lipsius.
Marie Lipsius udgav under navnet La Mara en række skrifter vedrørende bekendte musikeres liv og værker, dels originale arbejder, dels oversættelser eller samlerarbejder, hvilke gennemgående har vundet fortjent udbredelse.
Blandt Marie Lipsius skrifter fremhæves særlig Musikalische Studienköpfe, dernæst Musikerbriefe aus 5 Jahrhunderten, Klassisches und Romantisches aus der Tonwelt, Briefe Liszts (5 bind) og andre brevsamlinger vedrørende Liszt, Hans von Bülow og Berlioz. Hun har også behandlet spørgsmålet om Beethovens unsterbliche Geliebte (1909) og udgivet sine erindringer.

### Som forfatter
- Musikalische Studienköpfe, 5 vol., Leipzig 1868–1882:
  - Hector Berlioz, Leipzig 51913.
  - Joseph Haydn, Leipzig 51913.
  - Adolf Henselt, Leipzig 91919.
  - Edvard Grieg, Leipzig 91919.
  - Franz Schubert, Leipzig 121919.
  - Johann Sebastian Bach, Leipzig 71919.
  - Johannes Brahms, Leipzig 1919.
  - Richard Wagner, Leipzig 121919.
  - Robert Schumann, Leipzig 12 1919.
  - Anton Rubinstein, Leipzig 91920.
  - Carl Maria von Weber, Leipzig 121920.
  - Felix Mendelssohn, Leipzig 121920.
  - Franz Liszt, Leipzig 131920.
  - Georg Friedrich Händel, Leipzig 6–71921.
  - Hans von Bülow, Leipzig 9–101921.
  - Wolfgang Amadeus Mozart, Leipzig 8–91922.
  - Christoph Willibald Gluck, Leipzig 6–71923.
  - Ludwig van Beethoven, Leipzig 10–121923.
  - Friedrich Chopin, Leipzig 41924.
- Classisches und Romantisches aus der Tonwelt, Leipzig 1892.
- Beethovens unsterbliche Geliebte. Das Geheimnis der Gräfin Brunswik und ihre Memoiren, Leipzig 1909.
- Liszt und die Frauen, Leipzig 1911.
- Beethoven und die Brunsviks. Nach Familienpapieren aus Therese Brunsviks Nachlass, Leipzig 1920.
- An der Schwelle des Jenseits. Letzte Erinnerungen an die Fürstin Carolyne Sayn-Wittgenstein, die Freundin Liszts, Leipzig 1925.

### Som redaktør
- Franz Liszt:
  - Franz Liszt's Briefe, 8 vol., Leipzig 1893–1905.
  - Correspondance entre Franz Liszt et Hans von Bülow, Leipzig 1899. (French)
  - Correspondance entre Franz Liszt et Charles Alexandre (Grand-Duc de Saxe), Leipzig 1909. (French)
  - Franz Liszts Briefe an seine Mutter. Aus dem Frz., Leipzig 1918.
- Aus der Glanzzeit der Weimarer Altenburg. Bilder und Briefe aus dem Leben dem Fürstin Carolyne Sayn-Wittgenstein, Leipzig 1906.